# Nhã Nhĩ Giang A
Nhã Nhĩ Giang A (tiếng Trung: 雅爾江阿; 1677 – 1732) là một hoàng thân của nhà Thanh trong lịch sử Trung Quốc, người thừa kế 1 trong 12 tước vị Thiết mạo tử vương.

## Cuộc đời
Nhã Nhĩ Giang A sinh vào giờ Hợi, ngày 3 tháng 8 (âm lịch) năm Khang Hi thứ 16 (1677), trong gia tộc Ái Tân Giác La. Ông là con trai trưởng của Giản Tu Thân vương Nhã Bố, mẹ ông là Đích Phúc tấn Tây Lâm Giác La thị (西林覺羅氏).
Năm Khang Hi thứ 36 (1697), tháng 12, ông làm phong làm Trịnh Thân vương Thế tử. Năm thứ 41 (1702), tháng giêng, phụ thân ông qua đời, ông được thế tập tước vị Giản Thân vương (簡親王) đời thứ 5, tức Trịnh Thân vương đời thứ 6. Năm thứ 42 (1703), tháng 9, chưởng quản Tông Nhân phủ sự vụ (宗人府事).
Năm Ung Chính thứ 4 (1726), tháng 4, ông bị Ung Chính Đế hạ chiếu tránh cứ đam mê rượu chè, không lo chính sự nên đoạt tước của ông. Tước vị sẽ do Thần Bảo Trụ – em trai thứ 14 của ông thế tập. Năm thứ 10 (1732), ngày 29 tháng 10 (âm lịch), giờ Sửu, ông qua đời, thọ 56 tuổi.

## Gia quyến

### Thê thiếp
- Đích Phúc tấn: Qua Nhĩ Giai thị (瓜爾佳氏), con gái của Thị lang Tát Bật Hán (薩弼漢).
- Thứ thiếp:
  - Tây Lâm Giác La thị (西林覺羅氏), con gái của Tá lãnh Thái Phúc (蔡福).
  - Y Nhĩ Căn Giác La thị (伊爾根覺羅氏), con gái của Tam Bảo (三寶).
  - Kim thị (金氏), con gái của Hạ Đồ (夏圖).
  - Ngô thị (吳氏), con gái của Hoàng Cửu (黃久).
  - Kim thị (金氏), con gái của Hách Tư (赫滋).
  - Đông thị (佟氏), con gái của Tái Nhĩ Cổ Đức (賽爾古德).
  - Thôi thị (崔氏), con gái của Đạt Cách Sắc (達格色).
  - Thôi thị (崔氏), con gái của Đức Phú (德富).

### Con trai
1. Đức Long (德隆; 1694 – 1706), mẹ là Đích Phúc tấn Qua Nhĩ Giai thị. Chết yểu.
2. A Nhĩ Tháp (阿爾塔; 1698 – 1706), mẹ là Thứ thiếp Y Nhĩ Căn Giác La thị. Chết yểu.
3. Vĩnh Khiêm (永謙; 1698 – 1757), mẹ là Đích Phúc tấn Qua Nhĩ Giai thị. Làm tới chức Tam đẳng Thị vệ. Có sáu con trai.
4. Trát Mục Ba (扎穆巴; 1700 – 1705), mẹ là Thứ thiếp Y Nhĩ Căn Giác La thị. Chết yểu.
5. Vĩnh Hoán (永煥; 1703 – 1745), mẹ là Đích Phúc tấn Qua Nhĩ Giai thị. Được phong làm Trấn quốc Tướng quân (鎭國將軍) kiêm Nhị đẳng Thị vệ. Có bảy con trai.
6. Vĩnh Tự (永叙; 1704 – 1747), mẹ là Thứ thiếp Y Nhĩ Căn Giác La thị. Được phong làm Phụ quốc Tướng quân (輔國將軍) kiêm Hộ quân Tham lĩnh. Có năm con trai.
7. Vĩnh Trác (永卓; 1720 – 1723), mẹ là Thứ thiếp Tây Lâm Giác La thị. Chết yểu.
8. Vĩnh Hàn (永翰; 1722 – 1781), mẹ là Thứ thiếp Tây Lâm Giác La thị. Làm tới chức quan Ngũ phẩm. Có bốn con trai.
9. Vĩnh Cử (永舉; 1728 – 1730), mẹ là Thứ thiếp Kim thị (con gái của Hách Tư). Chết yểu.